# Кузе (Підляське воєводство)
Кузе (пол. Kuzie) — село в Польщі, у гміні Збуйна Ломжинського повіту Підляського воєводства.
Населення — 659 осіб (2011).
У 1975-1998 роках село належало до Ломжинського воєводства.

## Демографія
Демографічна структура станом на 31 березня 2011 року:
|          | Загалом | Допрацездатний вік | Працездатний вік | Постпрацездатний вік |
| -------- | ------- | ------------------ | ---------------- | -------------------- |
| Чоловіки | 332     | 72                 | 228              | 32                   |
| Жінки    | 327     | 67                 | 190              | 70                   |
| Разом    | 659     | 139                | 418              | 102                  |